# Лохта (Кирилловский район)
Лохта — опустевшая деревня в Кирилловском районе Вологодской области России. Входит в состав Чарозерского сельского поселения, с точки зрения административно-территориального деления — в Чарозерский сельсовет.
По данным переписи в 2002 году постоянного населения не было.

## География
Находится у крупного естественного водоёма Вещозеро.
Расстояние по автодороге до районного центра Кириллова — 88 км, до центра муниципального образования Чарозера — 4 км. Ближайшие населённые пункты — Тимофеево, Болозново, Невашово.

## Население
| 2010 |
| ---- |
| 0    |